# Bletchley
Bletchley egy Buckinghamshire megyében található kisváros, Milton Keynes ikervárosa. A 2011-es népszámlálás szerint lakossága 33,950 fő. A város a Bletchley Parknak köszönheti a hírnevét, amely a brit hírszerzés kódfejtő központja volt a második világháború idején.

## Történelme
A város neve angolszász eredetű, elsőként a 12. századbeli uraságbeli jegyzékekben bukkant fel. Sokáig jelentéktelen kis falu volt, szerepe 1845-ben nőtt meg amikor a fontos vasúti csomóponttá vált Fenny Stratford és Buckingham között, majd később Oxford és Cambridge között is.
A viktóriánus korszak városiasodásának köszönhetően Bletchley összeolvadt a közeli Fenny Stratforddal. A lakosság 1921-ben 5,500 fő volt, majd 1961-ben elérte a 17 ezret. Később a Milton Keynes Fejlesztési Terv gyökeresen megváltoztatta Bletchley jövőjét.
Bletchley is a "kijelölt zónába" esett, amikor az "Új Várost", Milton Keynest megalapították 1967-ben. Bletchley Milton Keynes fejlődésével párhuzamosan virágzásnak indult, felkapott bevásárlóközpontnak számított, köszönhetően a '70-es évek elején felépített Brunel Shopping Centrenek. A hanyatlás a Milton Keynesben felépített, Central Milton Keynes Shopping Centre, új bevásárlóközpont felépítésével kezdődött, ezért Bletchley kereskedelemben betöltött szerepe jócskán visszaesett.

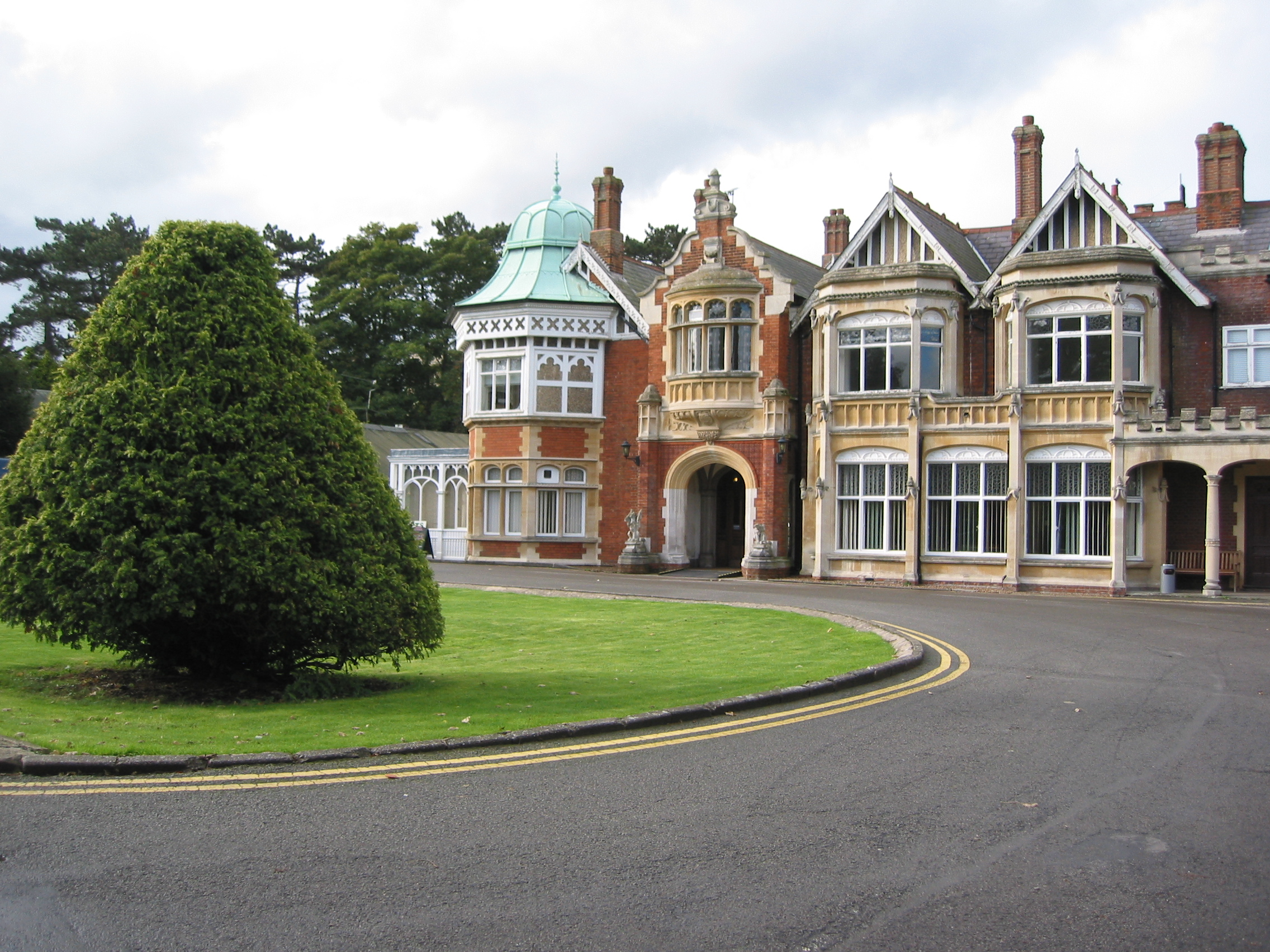
a Bletchley Park főépülete

## Bletchley Park
A Church Green kerülten belül található a híres Bletchley Park, amely a második világháború idején a Kormányzati Kód -és Rejtjel Iskola székhelye volt. A német Enigma kódot itt törték fel a matematikus Alan Turing vezetésével. A park mára múzeummá lett alakítva, habár számos részét eladták, ahol később ingatlanokat építettek fel.

## Sport
A város labdarúgócsapata az amatőr Bletchley Town FC, a rögbicsapat neve pedig Blechley RUFC. Mindkét klub a Manor Fieldsen játssza mérkőzéseit.

## Fordítás
Ez a szócikk részben vagy egészben  a   Bletchley című angol Wikipédia-szócikk fordításán alapul.  Az eredeti cikk szerkesztőit annak laptörténete sorolja fel. Ez a jelzés csupán a megfogalmazás eredetét és a szerzői jogokat jelzi, nem szolgál a cikkben szereplő információk forrásmegjelöléseként.